# Thirteen Conversations About One Thing
Thirteen Conversations About One Thing es una película dramática del año 2001 dirigida por Jill Sprecher. El guion, escrito por Sprecher y su hermana Karen, se centra en cinco individuos heterogéneos en busca de felicidad, cuyos caminos se intersecan de maneras inesperadas y producen impacto en sus vidas.

## Argumento
La película está dividida en trece viñetas, cada una de ellas con un aforismo como introducción. Ambientada en la Ciudad de Nueva York, la historia se desarrolla alrededor de Troy, un ambicioso abogado que carga con la culpa después de huir de un accidente en el cual hirió a Beatrice, una limpiadora idealista que, obligada a replantearse sus actitudes durante su recuperación, se da cuenta de que está pensando de forma similar a su cínica compañera de trabajo, Dorrie. Incapaz de lidiar con los problemas de adicción a las drogas de su hijo, Gene, además, siente culpa al despedir a uno de sus empleados en su trabajo. El profesor de física de la universidad, Walker, intenta luchar contra una crisis de la mediana edad, mientras se involucra romanticamente con una colega y tiene problemas con su esposa.

## Reparto
- Matthew McConaughey ..... Troy
- John Turturro ..... Walker
- Clea DuVall ..... Beatrice
- Alan Arkin ..... Gene
- Amy Irving ..... Patricia
- Tia Texada ..... Dorrie
- Frankie Faison .... Richard "Dick" Lacey